# Чемпіонат світу з біатлону 1998
34-ий Чемпіонат світу з біатлону проводився  1998 року в Поклюці, Словенія та Гохфільцені, Австрія. Розігнувалися тільки гонки переслідування (Поклюка) та командні гонки (Гохфільцен), що не входили до програми Олімпіади в Нагано.

## Чоловіки

### Переслідування 12,5 км
| Медаль | Біатлоніст           | Країна   | Штраф | Результат |
| ------ | -------------------- | -------- | ----- | --------- |
| Золото | Володимир Драчов     | Росія    |       | 36:30.3   |
| Срібло | Уле-Ейнар Б'єрндален | Норвегія |       | + 14.0    |
| Бронза | Рафаель Пуаре        | Франція  |       | + 41.6    |

### Командна гонка
| Медаль | Біатлоніст                                                                      | Країна    | Штраф | Результат |
| ------ | ------------------------------------------------------------------------------- | --------- | ----- | --------- |
| Золото | Норвегія Егіль Г'єлланд Сілфест Глімсдаль Халвард Ханеволд Уле-Ейнар Б'єрндален | Норвегія  |       | 29:17.6   |
| Срібло | Німеччина Рікко Грос Карстен Гейманн Свен Фішер Франк Люк                       | Німеччина |       | + 43.7    |
| Бронза | Росія Володимир Драчов Олексій Кобелєв Сергій Рожков Віктор Майгуров            | Росія     |       | + 56.4    |

## Жінки

### Переслідування 10 км
| Медаль | Біатлоніст         | Країна    | Штраф | Результат |
| ------ | ------------------ | --------- | ----- | --------- |
| Золото | Магдалена Форсберг | Швеція    |       | 37:58.6   |
| Срібло | Корінн Ніогре      | Франція   |       | + 1:06.9  |
| Бронза | Мартіна Целльнер   | Німеччина |       | + 1:25.8  |

### Командна гонка
| Медаль | Біатлоніст                                                                                   | Країна    | Штраф | Результат |
| ------ | -------------------------------------------------------------------------------------------- | --------- | ----- | --------- |
| Срібло | Росія Ганна Волкова Ольга Ромасько Світлана Ішмуратова Альбіна Ахатова                       | Росія     |       | 30:21.1   |
| Срібло | Норвегія Гільдегунн Міккельспласс Анн Елен Ш'єльбрейд Аннетте Сіквеланд Лів Грете Ш'єльбрейд | Норвегія  |       | + 17.6    |
| Бронза | Фінляндія Катя Голанті Тіїна Міккола Марі Лампінен Санна-Леена Перунка                       | Фінляндія |       | + 39.1    |

## Таблиця медалей
| Місце | Країна    | Золото | Срібло | Бронза | Загалом |
| ----- | --------- | ------ | ------ | ------ | ------- |
| 1     | Росія     | 2      | 0      | 1      | 3       |
| 2     | Норвегія  | 1      | 2      | 0      | 3       |
| 3     | Швеція    | 1      | 0      | 0      | 1       |
| 4     | Франція   | 0      | 1      | 1      | 2       |
| 4     | Німеччина | 0      | 1      | 1      | 2       |
| 6     | Фінляндія | 0      | 0      | 1      | 1       |